# Spirit of the Night
«Spirit of the Night» —[ˈspɪɹɪt ɒv ðə naɪt]; en español: «Espíritu de la noche»— es una canción compuesta por Ralph Siegel, Jutta Staudenmayer y Steven Barnacle e interpretada en inglés por Valentina Monetta y Jimmie Wilson. Se lanzó como descarga digital el 17 de marzo de 2017 mediante Eurosong Records. Fue elegida para representar a San Marino en el Festival de la Canción de Eurovisión de 2017 mediante la elección interna de la emisora sanmarinense San Marino RTV (SMRTV).

## Festival de Eurovisión

### Festival de la Canción de Eurovisión 2017
Esta fue la representación sanmarinense en el Festival de Eurovisión 2017, interpretada por Valentina Monetta y Jimmie Wilson.
El 31 de enero de 2017 se organizó un sorteo de asignación en el que se colocaba a cada país en una de las dos semifinales, además de decidir en qué mitad del certamen actuarían. Como resultado, la canción fue interpretada en décimo lugar durante la segunda semifinal, celebrada el 11 de mayo de 2017. Fue precedida por Irlanda con Brendan Murray interpretando «Dying to Try» y seguida por Croacia con Jacques Houdek interpretando «My Friend». La canción no fue anunciada entre los diez temas elegidos para pasar a la final, y por lo tanto no se clasificó para competir en esta. Más tarde se reveló que el país había quedado en 18º puesto (último) con 1 punto.

## Formatos
| Descarga digital |                                               |          |  |
| N.º              | Título                                        | Duración |  |
| 1.               | «Spirit of the Night» (versión de radio)      | 3:15     |  |
| 2.               | «Spirit of the Night» (versión de Eurovisión) | 3:06     |  |
| 3.               | «Spirit of the Night» (versión de club)       | 5:06     |  |
| 4.               | «Spirit of the Night» (versión karaoke)       | 3:06     |  |

## Historial de lanzamiento
| Región  | Fecha               | Formato          | Discográfica     | Ref. |
| ------- | ------------------- | ---------------- | ---------------- | ---- |
| Mundial | 17 de marzo de 2017 | Descarga digital | Eurosong Records |      |